# San Quinn
San Quinn, pseudonimo di Quincy Adams Brooks (Oakland, 24 ottobre 1977), è un rapper statunitense.

## Biografia
Nato ad Oakland, in California, si trasferisce a San Francisco già in tenera età. Avviatosi verso il rap già da adolescente, ha registrato il suo primo album in studio all'età di 15 anni. Oltre alla propria carriera da solista, San Quinn ha fatto parte del collettivo hip hop Get Low Playaz, composto dai rapper JT the Bigga Figga, D-Moe e Seff tha Gaffla. Una delle canzoni più celebri dell'artista è Shock the Party, che campiona One Love dei Whodini.

## Discografia

### Album in studio

#### Da solista
- 1993 – Young Baby Boy (Don't Cross Me)
- 1994 – Live N Direct
- 1996 – The Hustle Continues
- 2001 – The Mighty Quinn
- 2004 – I Give You My Word
- 2006 – The Rock: Pressure Makes Diamonds
- 2008 – From a Boy to a Man
- 2009 – The Tonite Show Addressing The Beef
- 2011 – The Redemption of Quincy Brooks Volume 1
- 2011 – Can't Take the Ghetto Out a Nigga
- 2011 – G.O.D. Guns Oil and Drugs Recession Proof
- 2013 – What Goes Around Comes Around: Good Karma
- 2014 – Since 17 Reasons
- 2015 – The Fillmore Lion

#### Collaborativi
- 1998 – Explosive Mode (con Messy Marv)
- 2006 – Fillmoe 2 San Jo 2 (con Assassin)
- 2006 – 100 Racks in My Backpack (con C-Bo)
- 2006 – Explosive Mode 2 Back in Business (con Messy Marv)
- 2007 – A Warrior and a King Lyrical Kingdom (con T-Nutty)
- 2008 – Fillmoe Hardheads (con JT the Bigga Figga e Messy Marv)
- 2008 – Welcome to Scokland (con Keak da Sneak)
- 2010 – Detrimental (con E.Klips Da Hustla)
- 2010 – Never Say Die (con Loyal-T)
- 2011 – A Hustler's Hope (con Tuf Luv)
- 2012 – Detrimental 2 No Mercy (con E.Klips Da Hustla)
- 2013 – Cookies & Cream (con Berner)
- 2013 – Red Cups & Poker Chips (con Extreme)
- 2015 – Money Talks (con Sav Abinitio)
- 2016 – Spit It from The Lip (con Neighborhood Connection)
- 2016 – Guilty By Association 2: Criminal Enterprise (con Berner e Rick Rocka)

### Mixtape
- 2010 – I Never Left
- 2012 – The Mighty Vol.1
- 2013 – All in the City

### Raccolte
- 1998 – San Quinn Presents 17 Reasons Compilation
- 1998 – San Quinn Presents Isolated in the Game
- 2001 – 4.5.7. Is the Code
- 2002 – Repossessions
- 2003 – Mind Motion Presents the Done Deal Party
- 2003 – Quinndo Mania the Best of San Quinn
- 2005 – 4.5.7. Is the Code Part 2
- 2006 – 4.5.7. Is the Code Part 3
- 2007 – Extreme Danger
- 2007 – San Quinn Presents the Color of Money
- 2011 – Best of Frisco Street Show
- 2012 – Giants & Elephants Radio Vol. 2 We Own the Streets
- 2014 – Street Platinum the Ultimate Album